# Русское астрономическое общество
Ру́сское астрономи́ческое о́бщество (аббрев. РАО) — российская, а затем советская общественная организация, ставившая целью содействие успехам астрономии и высшей геодезии и распространению их знаний. Общество было учреждено в Санкт-Петербурге и функционировало с 1891 по 1932 годы.

## История создания
К концу 1870-х годов очевидной для профессиональных российских астрономов стала потребность в общественной организации для обсуждения проблем астрономии в широком масштабе, организации крупных экспедиций, издания профессионального научного журнала, популяризации астрономического знания и т. п. Частично эти задачи в то время решались в рамках Русского географического общества, в работе которого принимали участие и астрономы. Существовало также созданное в 1863 году Германское астрономическое общество, объединившее учёных не только Германии, но и других стран.
В декабре 1879 — январе 1880 года в Петербурге состоялся VI съезд русских естествоиспытателей и врачей. На нём
собралось более 30 астрономов, не считая учителей космографии и любителей астрономии. По инициативе профессора Казанского университета М. А. Ковальского (он не был на съезде, но прислал телеграмму: «Устройте Русское астрономическое общество») в протоколе заседания секции математики и астрономии 29 декабря 1879 года было записано:
«Необходимость Русского астрономического общества ощущается уже давно всеми русскими астрономами. В России нет журнала, где бы они могли всегда печатать свои статьи, сообщать свои наблюдения и проч., наконец, нет собраний, где бы астрономы могли сходиться и обмениваться мыслями».
На том же съезде для составления проекта Устава была избрана комиссия в составе А. Н. Савича, Н. Я. Цингера, Д. И. Дубяго, М. А. Савицкого и С. П. Глазенапа. После 10-летней бюрократической волокиты, вызванной, в частности, тем, что чиновники, и даже некоторые учёные, не одобряли создания подобного общества, 31 октября 1890 министр народного просвещения граф И. Д. Делянов утвердил представленный ему проект Устава РАО.
Три десятка членов-учредителей, среди которых были А. А. Белопольский, С. П. Глазенап, А. А. Иванов, И. И. Померанцев, О. Э. Штубендорф, К. В. Шарнгорст и другие, собрались 10 декабря 1890 года в Петербурге в зале Русского географического общества и объявили о создании РАО. Было проведено избрание первых действительных членов Русского астрономического Общества из 18 человек, избран Совет общества, в который вошли А. А. Тилло — председатель Отделения математической географии Русского географического общества, С. П. Глазенап, Ф. А. Бредихин, Н. В. Маевский, И. И. Стебницкий, Н. Л. Пущин, А. Д. Путята и О. А. Баклунд. Председателем совета (и общества) был избран академик Ф. А. Бредихин. Товарищем председателя избрали профессора С. П. Глазенапа.
20 марта 1891 года в торжественной обстановке состоялось общее собрание, посвящённое открытию РАО.

## Деятельность общества

### Дореволюционный период
В первые годы число членов РАО росло довольно быстро: к 1 марта 1894 в нём было более 180 действительных членов. Через 20 лет, к 1 марта 1915 года, насчитывалось около 230 членов РАО.
На заседаниях РАО заслушивались обзорные и оригинальные доклады по астрономии, способствующих установлению более тесных
контактов между астрономами и геодезистами Петербургского университета, Пулковской обсерватории, Морского и военного
ведомств.
С 1892 года начало издавать специальный астрономический журнал «Известия Русского астрономического общества», в которых публиковались протоколы общих собраний РАО и заседаний Совета, сообщения о новостях астрономии, рефераты, наблюдения, обзоры астрономической литературы. С 1909 года РАО выпускало также «Астрономический ежегодник» — периодическое справочное издание, в которых печатались данные для астрономов-наблюдателей на каждый год. В составлении Ежегодников принимали участие известные русские учёные С. С. Гальперсон, П. И. Савкевич, А. А. Иванов, Ф. Ф. Витрам, А. М. Гижицкий, М. А. Вильев, Б. В. Нумеров, Э. К. Эпик и другие.
РАО поощряло астрономов-профессионалов премиями за лучшие астрономические работы. Среди удостоенных премии РАО были профессора А. А. Иванов (за работу «Вращательное движение Земли»), Г. А. Тихов (за исследования Марса с применением светофильтров), С. Н. Блажко (за работы по исследованию переменных звёзд), А. А. Михайлов (за работу, связанную с пред-вычислением солнечных затмений) и другие. Вместе с денежной премией награждённым выдавались медали. Была, в частности, изготовлена бронзовая медаль РАО с барельефным портретом профессора С. П. Глазенапа. Всего за время существования РАО было выдано свыше 60 премий.
Наиболее выдающихся отечественных и иностранных учёных, согласно уставу, собрание РАО избирало в число почётных
членов. Этого звания в дореволюционный период были удостоены Ф. А. Бредихин, Д. И. Менделеев, французские астрономы К. Фламмарион, П. Жансен и некоторые другие.
Другой работой общества была организация экспедиций. Наиболее крупными были экспедиции для наблюдения полного солнечного затмения 28 июля 1896 года — в Лапландии, на реке Лене в и на западном берегу Новой Земли. Для определения силы тяжести Общество организовало под руководством А. М. Гижицкого гравиметрическую экспедицию в Петербургскую, Новгородскую и Олонецкую губернии. На август 1914 года были намечены ещё четыре экспедиции для наблюдения предстоящего полного солнечного затмения, однако им помешала первая мировая война.

### Советский период
После Октябрьской революции 1917 года направление деятельности РАО почти не изменилось: устав остался практически тем же, в основном работа общества сводилась к проведению общих собраний, на которых заслушивались научные доклады. Ежегодно в РАО проходило по несколько общих собраний: в 1917 году их было 4, в 1918 — 6, в 1919 — 2, в 1920 и 1921 годах — по 7, в 1922 — 5, в 1923 — 9, в 1925 и 1926 годах —по 6 собраний. Собрания были немногочисленными: в среднем на каждом из них присутствовало по 15—20 человек. Кроме того, члены РАО выступали в широкой аудитории с публичными научно-популярными лекциями для населения.
Другим видом работы РАО оставалась издательская деятельность. Продолжалось издание «Известий РАО» и «Ежегодников РАО». Общество выпустило также несколько непериодических изданий, среди них — несколько «Циркуляров РАО» (в них публиковались данные о видимых метеорных потоках) и «Каталог пунктов гравиметрических определений, произведённых в России до 1922 года» (1922). На последнее издание были выделены довольно значительные ассигнования Главнауки Народного Комиссариата Просвещения РСФСР.
В 1932 году РАО вошло в состав Всесоюзного астрономо-геодезического общества (ВАГО).

## Председатели общества
- Ф. А. Бредихин (1891—1893)
- С. П. Глазенап (1893—1906)
- А. А. Иванов (1906—1910)
- Ф. Ф. Витрам (1910—1913)
- А. А. Иванов (1913—1914)
- Н. Я. Цингер (1914—1915)
- Г. В. Левицкий (1915—1917)
- В. В. Ахматов (1918—1922)
- Б. В. Нумеров (1922—1925)
- С. П. Глазенап (1925—1929, с 1929 — почётный председатель)
- Н. И. Идельсон (1929—1932).

## Видные деятели общества
- Николай Дмитриевич Артамонов;
- Иллиодор Иванович Померанцев;
- Иероним Иванович Стебницкий;
- Отто Эдуардович Штубендорф.